# Waterkoeling

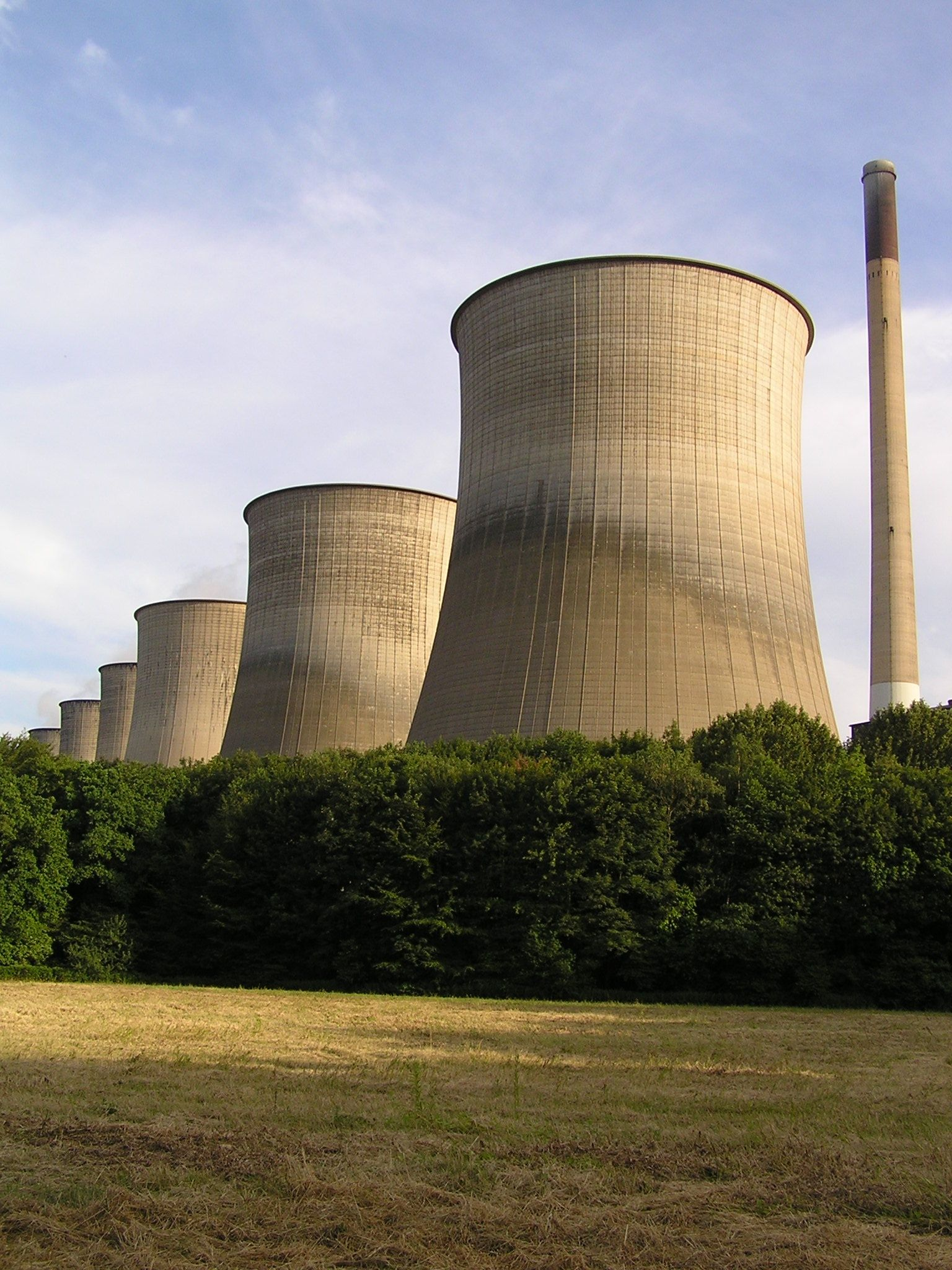
Koeltorens in Gelsenkirchen.

Waterkoeling (of algemener: vloeistofkoeling) is een koeltechniek die in de mechanica en scheikunde gebruikt wordt.
Bij waterkoeling wordt koelwater langs het te koelen voorwerp (vb. een verbrandingsmotor) heen gepompt. Door de grote soortelijke warmte en dichtheid van water ten opzichte van lucht, is waterkoeling in de meeste gevallen effectiever dan luchtkoeling, waarbij de lucht direct over het te koelen oppervlak stroomt. 
Tegenwoordig is waterkoeling verreweg de meest gebruikte manier voor het koelen van motoren. Hierbij komt de koelvloeistof uiteindelijk in een eenheid met een groot koeloppervlak (de radiateur) waar het wordt afgekoeld, alvorens weer terug te stromen naar het reservoir. Daarvandaan begint de cyclus opnieuw.

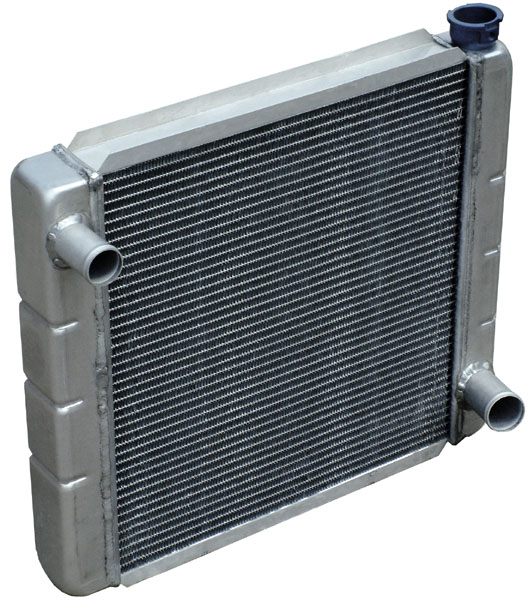
Radiateur van een verbrandingsmotor

Het nadeel van waterkoeling ten opzichte van luchtkoeling, is dat een veel grotere, zwaardere en ingewikkeldere installatie nodig is voor waterkoeling, waar bij luchtkoeling een ventilator vaak al volstaat. Bovendien bestaat het risico van kortsluiting in de nabijheid van elektrische componenten of installaties (bijvoorbeeld waterkoeling van de processor in een computer), zodat een hermetisch gesloten circuit dan vereist is. De watermantel geeft een bijkomende isolatie, waardoor watergekoelde motoren wel stiller zijn dan luchtgekoelde, maar daardoor zijn ze echter ook zwaarder.
Bij gesloten systemen, waaraan geen onderhoud kan worden gepleegd, zoals het koelsysteem van een verbrandingsmotor, wordt in het algemeen een speciale koelvloeistof toegepast, om kalkaanslag, schuimvorming en corrosie tegen te gaan en vanwege de smerende werking voor bewegende delen, zoals de koelvloeistofpomp en de thermostaat. Bij sommige takken van auto- en motorsport is het gebruik van (al dan niet gedemineraliseerd) water juist verplicht, omdat vaker lekkage voorkomt en op die manier het milieu wordt ontzien.